# Liudmila Liaixenko
Liudmila Liaixenko (Zaporíjia, 17 maig 1993) és una esquiadora de fons i biatleta ucraïnesa. Ha competit als Jocs Paralímpics de 2014, 2018 i 2022.

## Carrera
Liudmila Liaixenko va iniciar-se en l'esquí l'any 2012 a Ievpatria.
Va competir en biatló i esquí de fons als Jocs Paralímpics d'Hivern de 2014 i va guanyar la seva primera medalla paralímpica, el bronze, a la prova de biatló dempeus femení de 6 km, que finalment va ser la primera medalla que va rebre Ucraïna als Jocs Paralímpics d'hivern de 2018.
L'any 2021, al Campionat del Món d'esports para-neu celebrat a Lillehammer, va guanyar la medalla de bronze en la prova d'esquí de fons de 10 km femení, la medalla d'or a la prova d'esquí de fons de llarga distància femení i, en biatló, la medalla de plata en la prova femenina de 6 km dempeus i la d'or a la prova de biatló dempeus de 10 km femení.
Als Jocs Paralímpics d'hivern de 2022, que es van fer a Pequín, Liaixenko va obtenir la medalla d'or en la prova de biatló individual femení dempeus, amb un temps de 47:22.0, la de plata a l'esprint dempeus i la de bronze a la mitja distància.